# 莱克维尤 (阿拉巴马州)
莱克维尤（英語：Lakeview），是美国阿拉巴马州下属的一座城市。面积约为0.63平方英里（约合1.64平方公里）。根据2010年美国人口普查，该市有人口143人，人口密度为226.27/平方英里（约合87.2/平方公里）。